# Bangui (Philippines)
Pour les articles homonymes, voir Bangui (homonymie).
Bangui est une municipalité de la province d’Ilocos Norte, aux Philippines. Selon le recensement de 2015, sa population est de 14 672 habitants.

## Géographie
Bangui est située à 554 kilomètres de Grand Manille et à 67 kilomètres de Laoag, la capitale provinciale.

### Barangays
Bangui est politiquement subdivisée en 14 barangays : 
- Abaca ;
- Bacsil ;
- Banban ;
- Baruyen ;
- Dadaor ;
- Lanao ;
- Malasin ;
- Manayon ;
- Masikil Clasheras ;
- Nagbalagan ;
- Payac ;
- San Lorenzo ;
- Taguiporo ;
- Utol.

## Attractions
Bangui est surtout connue pour son parc éolien qui est la principale attraction de la ville. Bien que les moulins à vent de Burgos et Caparispisan (Pagudpud) aient été construits en 2013, de nombreux visiteurs visitent encore les moulins à vent de Bangui.
La baie de Bangui est également un lieu touristique, mais peu pratique pour la baignade en raison de sa profondeur et des courants. Elle reste cependant belle à voir. On trouve également sur le territoire municipale les chutes d'Abang, situées à Barangay Lanao. Bangui est également connue pour sa vue sur les montagnes et les rivières.
Les autres attractions de la ville comprennent :
- la place municipale ;
- la rivière Bolo (connue localement sous le nom de rivière Caramuangen) ;
- Bangui Bay View Building ;
- le barrage de Baruyen ;
- la Source de Suacan ;
- la colline de la Sentinelle ;
- les chutes Abang Falls.